# (3276) Porta Coeli
(3276) Porta Coeli es un asteroide perteneciente al cinturón de asteroides, descubierto el 15 de septiembre de 1982 por Antonín Mrkos desde el Observatorio Kleť, České Budějovice, República Checa.

## Designación y nombre
Designado provisionalmente como 1982 RZ1. Fue nombrado Porta Coeli en homenaje al convento del siglo XIII Porta Coeli en Tišnov, Moravia.